# Lucas Kozeniesky
Lucas Kozeniesky, född 31 maj 1995 i Metairie i Louisiana, är en amerikansk sportskytt.
Han blev olympisk silvermedaljör i luftgevär vid sommarspelen 2020 i Tokyo.